# Gradiornis walbeckensis
Gradiornis walbeckensis (Градіорніс) — вид викопних птахів ряду Журавлеподібні (Gruiformes), що мешкав у палеоцені. Викопні рештки знайдені у Німеччині, на території землі Саксонія-Ангальт.